# نيكولا ماكديرموت
نيكولا ماكديرموت (بالإنجليزية: Nicola McDermott) هي منافسة ألعاب القوى أسترالية، ولدت في 28 ديسمبر 1996.

## وصلات خارجية
- نيكولا ماكديرموت على موقع الاتحاد الدولي لألعاب القوى (الإنجليزية)
- نيكولا ماكديرموت على موقع النتائج التاريخية لألعاب القوى الأسترالية (الإنجليزية)
- نيكولا ماكديرموت على موقع اللجنة الأولمبية الدولية (الإنجليزية)
- نيكولا ماكديرموت على موقع أوليمبيديا (الإنجليزية)
- نيكولا ماكديرموت على موقع اللجنة الأولمبية الأسترالية (الإنجليزية)